# (What's the Story) Morning Glory?
(What's the Story) Morning Glory? — другий студійний альбом британського рок-гурту Oasis, який вийшов у жовтні 1995 року. Альбом вийшов під час «Битви гуртів» — періоду жорсткої конкуренції між Oasis та іншим британським гуртом Blur, чий альбом The Great Escape був конкурентом (What's the Story) Morning Glory?. Альбом зразу став хітом № 1 у Великій Британії, а також № 4 у США та розійшовся по всьому світі тиражем понад 22 мільйонів копій. У Великій Британії він став другим за загальним числом проданих копій за всю історію, поступившись лише альбому The Beatles Sgt. Pepper's Lonely Hearts Club Band.
Цей альбом, як і Definitely Maybe, видався дуже вдалим і залишається популярним дотепер, а пісні «Wonderwall», «Don't Look Back In Anger» і «Champagne Supernova» стали одними з найвідоміших хітів гурту. Oasis майже завжди виконують їх на своїх концертах.
На обкладинку приміщена фотографія Berwick Street у Лондоні, де розташовано безліч музичних магазинів.
У середині альбому є треки без назви — уривки з інструментальної композиції Oasis «The Swamp Song».

## Учасники запису
- Пол Артурс — ритм-гітара
- Ліам Галлахер— вокал
- Ноел Галлахер — гітара, вокал, бек-вокал
- Тоні МакКеролл (тільки трек № 5) — ударні
- Пол МакҐіґан — бас-гітара
- Алан Вайт (всі, крім № 5) — ударні

## Список пісень
- Усі пісні написав Ноел Галлахер.

| #   | Назва                                         | Тривалість |
| --- | --------------------------------------------- | ---------- |
| 1.  | «Hello»                                       | 3:21       |
| 2.  | «Roll With It»                                | 3:59       |
| 3.  | «Wonderwall»                                  | 4:18       |
| 4.  | «Don't Look Back in Anger»                    | 4:48       |
| 5.  | «Hey Now!»                                    | 5:41       |
| 6.  | «Untitled (Aka "The Swamp Song — Excerpt 1")» | 0:44       |
| 7.  | «Some Might Say»                              | 5:29       |
| 8.  | «Cast No Shadow»                              | 4:51       |
| 9.  | «She's Electric»                              | 3:40       |
| 10. | «Morning Glory»                               | 5:03       |
| 11. | «Untitled (Aka "The Swamp Song — Excerpt 2")» | 0:39       |
| 12. | «Champagne Supernova»                         | 7:27       |